# (9680) Molina
(9680) Molina (3557 P-L) – planetoida z pasa głównego asteroid okrążająca Słońce w ciągu 3,43 lat w średniej odległości 2,27 j.a. Odkryta 22 października 1960 roku.